# Jan Sýkora (fotbalista)
Jan Sýkora (* 29. prosince 1993 Plzeň) je český profesionální fotbalista, který hraje na pozici ofenzivního záložníka či křídelníka za Viktorii Plzeň a za český národní tým.
Jeho vzorem je bývalý český záložník Pavel Nedvěd.
Vydal svou módní kolekci BYJS.

## Klubová kariéra
Svoji fotbalovou kariéru začal v týmu FC Švihov, odkud v průběhu mládeže zamířil nejprve do mužstva TJ Přeštice a poté do Viktorie Plzeň. V roce 2011 přestoupil do klubu AC Sparta Praha, kde nastupoval za rezervu nebo juniorku. Před ročníkem 2014/15 odešel na hostování do Zbrojovky Brno. V létě 2015 měla Zbrojovka, kde za rok odehrál 26 utkání a vstřelil čtyři branky, zájem na prodloužení hráčova angažmá, ale Jan se vrátil zpět do Sparty.

### FC Slovan Liberec
Po návratu do letenského mužstva se stal součástí transferu, kdy Sparta koupila ze Slovanu Liberec zpět Martina Frýdka a kromě peněz do Liberce uvolnila na přestup i Sýkoru. Se Slovanem uzavřel tříletý kontrakt.
S Libercem se v sezoně 2015/16 představil v základní skupině Evropské ligy UEFA, kde bylo mužstvo nalosováno do skupiny G společně s týmy SC Braga (Portugalsko), Olympique de Marseille (Francie) a FC Groningen (Nizozemsko). Slovan skončil v konfrontaci s těmito celky na třetím místě a do jarní vyřazovací části nepostoupil. Sýkora nastoupil v základní skupině k pěti z šesti zápasů, chyběl pouze v prvním střetnutí proti Groningenu.

15. září 2016 překonal časem 10,69 sekund rekord nejrychlejšího gólu Evropské ligy UEFA, který do té doby držel Španěl Vitolo (13,21 s). Bylo to v utkání Evropské ligy 2016/17 Qarabağ FK–FC Slovan Liberec (remíza 2:2).

### SK Slavia Praha
V zimní přestávce sezóny 2016/17 o něj projevily zájem kluby AC Sparta Praha, SK Slavia Praha a FC Viktoria Plzeň. Nakonec přestoupil v lednu 2017 za cca 23 milionů Kč do Slavie.
V roce 2017 získal se Slavií titul mistra nejvyšší české soutěže.
22. listopadu 2018 podepsal Sýkora novou smlouvu se Slavií do léta 2022.
V únoru 2019 se vrátil zpátky do Slovanu Liberec, kde hostoval do konce sezóny.
Během letní přípravy se nedostal do prvního týmu pražského týmu, a tak zamířil na další hostování, tentokrát do Jablonce. Zde se stal členem základní sestavy. V lize odehrál 29 zápasů, ve kterých se osmkrát střelecky prosadil.

### Lech Poznań
Po sezóně 2019/20, kterou strávil na hostování, přestoupil do polského Lechu Poznań, kde podepsal čtyřletou smlouvu. Jedná se o jeho první angažmá v zahraničí
Fc Viktoria Plzeň

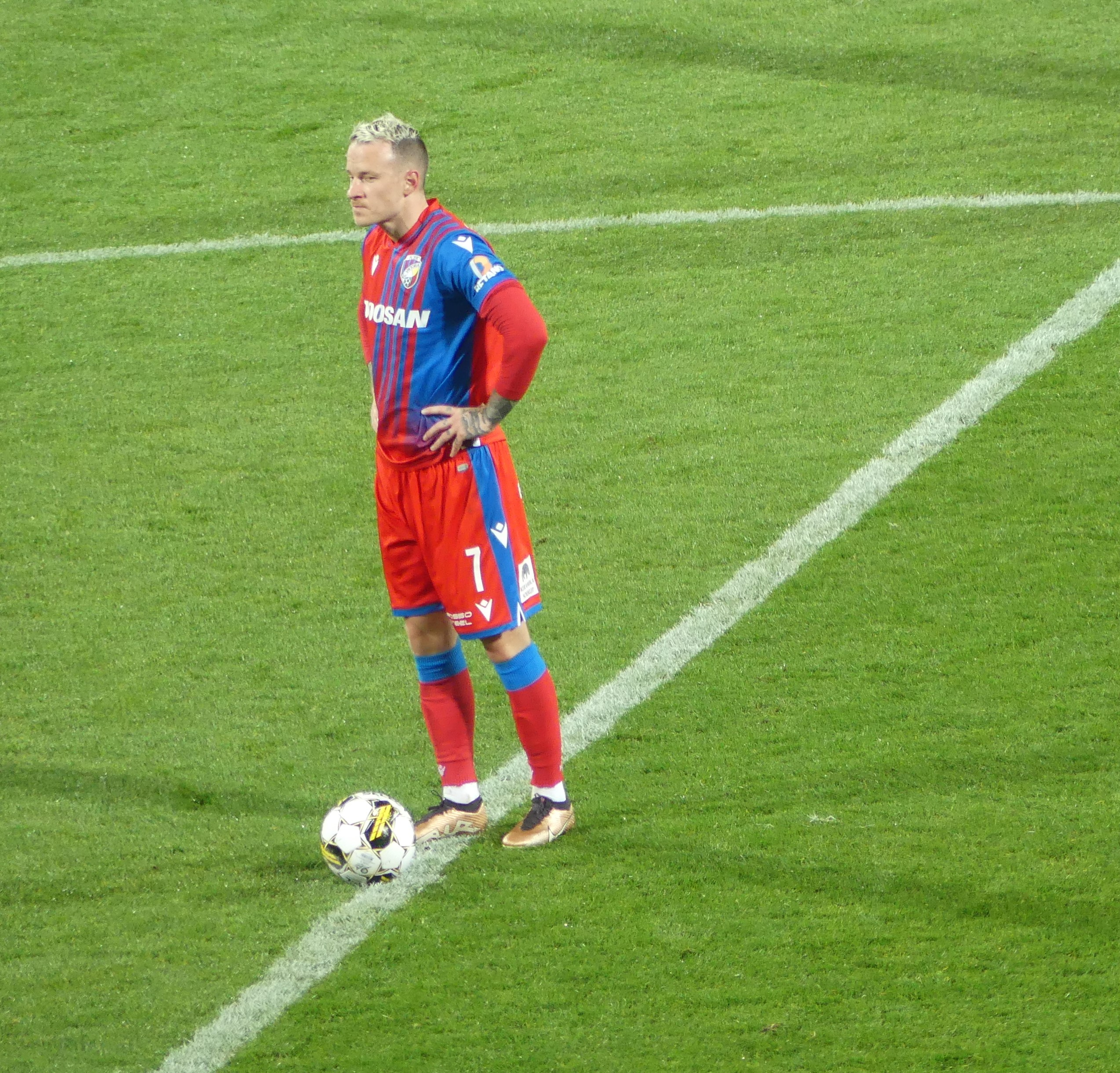
Jan Sýkora v dresu FC Viktorie Plzeň (r. 2023)

Po vydařené sezoně 2021/22, kde v Plzni hostoval z polského Lechu, s klubem podepsal smlouvu do roku 2025

### Klubové statistiky v lize
Aktuální k 25. srpnu 2020
| Sezona         | Klub                      | Země           | Soutěž             | Zápasy | Góly |
| -------------- | ------------------------- | -------------- | ------------------ | ------ | ---- |
| 2011/12        | AC Sparta Praha B         | Česko          | 2. liga            | 23     | 3    |
| 2012/13        | AC Sparta Praha B         | Česko          | ČFL                | –      | –    |
| 2013/14        | AC Sparta Praha B         | Česko          | ČFL                | –      | –    |
| 2014/15        | FC Zbrojovka Brno (host.) | Česko          | Synot liga         | 26     | 4    |
| 2015/16        | FC Slovan Liberec         | Česko          | Synot liga         | 21     | 1    |
| 2016/17        | FC Slovan Liberec         | Česko          | ePojisteni.cz liga | 13     | 0    |
| 2016/17        | SK Slavia Praha           | Česko          | ePojisteni.cz liga | 11     | 2    |
| 2017/18        | SK Slavia Praha           | Česko          | HET liga           | 17     | 2    |
| 2018/19        | SK Slavia Praha           | Česko          | Fortuna:Liga       | 12     | 1    |
| 2018/19        | FC Slovan Liberec (host.) | Česko          | Fortuna:Liga       | 8      | 1    |
| 2019/20        | FK Jablonec (host.)       | Česko          | Fortuna:Liga       | 29     | 9    |
| 2020/21        | Lech Poznań               | Polsko         | Ekstraklasa        | 0      | 0    |
| Celkem 1. liga | Celkem 1. liga            | Celkem 1. liga | Celkem 1. liga     | 130    | 20   |

## Reprezentační kariéra
Jan Sýkora je bývalým mládežnickým reprezentantem České republiky, nastupoval za výběry do 17, 18, 19, 20 a 21 let.
V srpnu 2016 jej reprezentační trenér Karel Jarolím poprvé nominoval do A-mužstva České republiky pro přípravný zápas s Arménií, v němž zároveň debutoval (31. srpna, výhra 3:0). Odehrál druhý poločas.

### Reprezentační zápasy
K zápasu odehranému 10. září 2018
| Česko  | Česko  | Česko |
| Rok    | Zápasy | Góly  |
| ------ | ------ | ----- |
| 2016   | 3      | 0     |
| 2017   | 4      | 1     |
| 2018   | 3      | 0     |
| Celkem | 10     | 1     |

#### Reprezentační góly
K zápasu odehranému 10. září 2018. Skóre a výsledky Česka jsou vždy zapisovány jako první..
| Gól | Datum             | Místo                                      | Soupeř | Skóre | Výsledek | Soutěž          |
| --- | ----------------- | ------------------------------------------ | ------ | ----- | -------- | --------------- |
| 1.  | 8. listopadu 2017 | Abdullah bin Khalifa Stadium, Dauhá, Katar | Island | 2:0   | 2:1      | Přátelský zápas |